# Rombicuboctaedro
El rombicuboctaedro o pequeño rombicuboctaedro es un sólido de Arquímedes que se obtiene alejando del centro de un cuboctaedro a sus 14 caras, rotándolas (de forma tal que los lados de cada cuadrado queden paralelos a los de los cuadrados vecinos y sus vértices queden conectados por las caras triangulares), y rellenando los espacios vacíos con 12 nuevos cuadrados (cada uno de los cuales conectará con sus lados opuestos dos cuadrados y dos triángulos).

## Área y volumen
El área A y el volumen V del rombicuboctaedro de longitud de arista a son:
{\displaystyle A=(18+2{\sqrt {3}})a^{2}\approx 21.4641016a^{2}}
{\displaystyle V={\frac {1}{3}}(12+10{\sqrt {2}})a^{3}\approx 8.71404521a^{3}.}

## En el arte

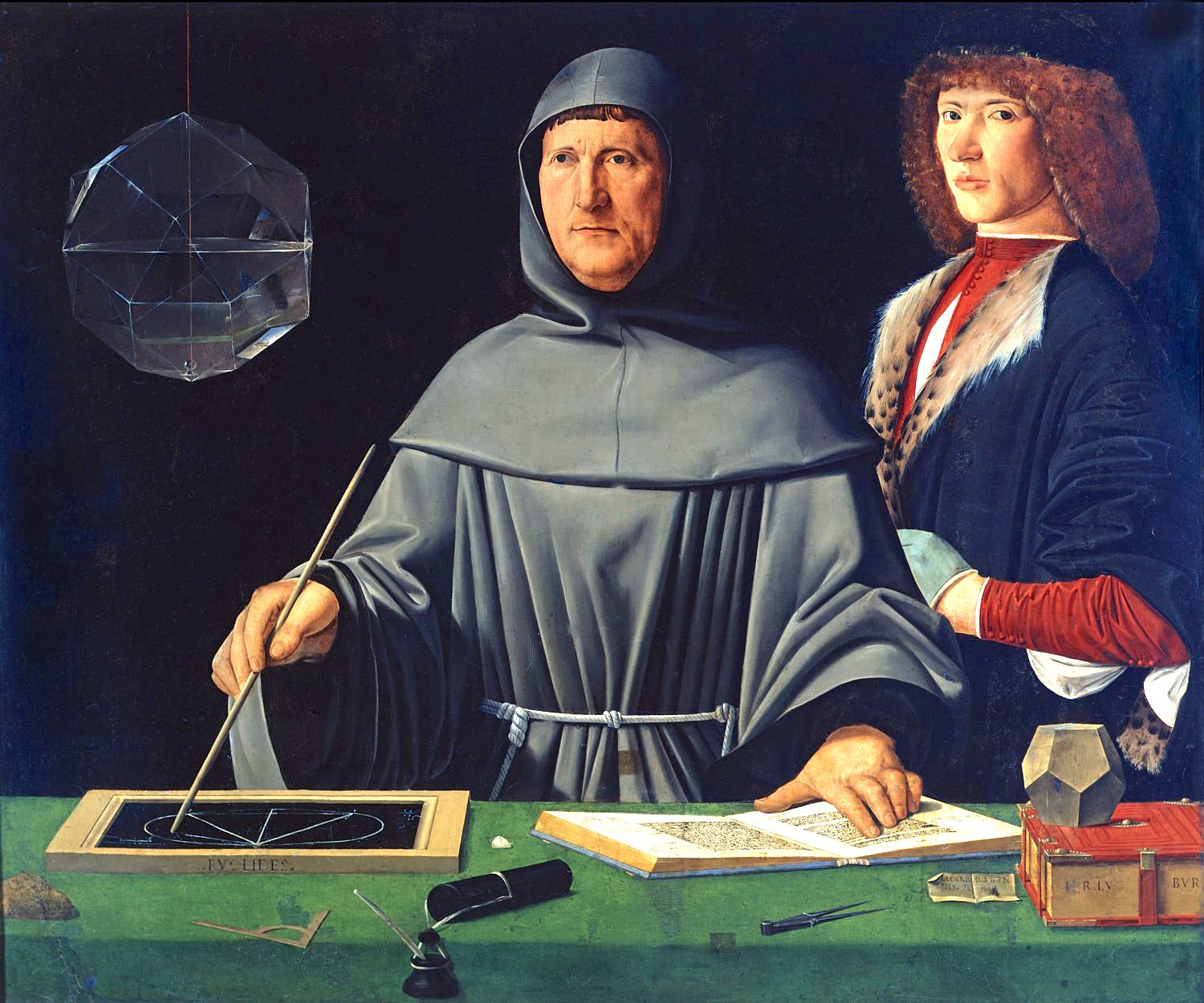
Rombicuboctaedro en el cuadro de Luca Pacioli y su estudiante demostrando uno de los teoremas de Euclides (atribuido a Jacopo de'Barbari, 1495). Museo di Capodimonte, Nápoles.

Un rombicuboctaedro aparece en un famoso cuadro de 1495, Retrato de fra Luca Pacioli y su estudiante, de autor desconocido. El poliedro, hecho en cristal, se encuentra colgado a la derecha del matemático y está medio lleno de agua.   

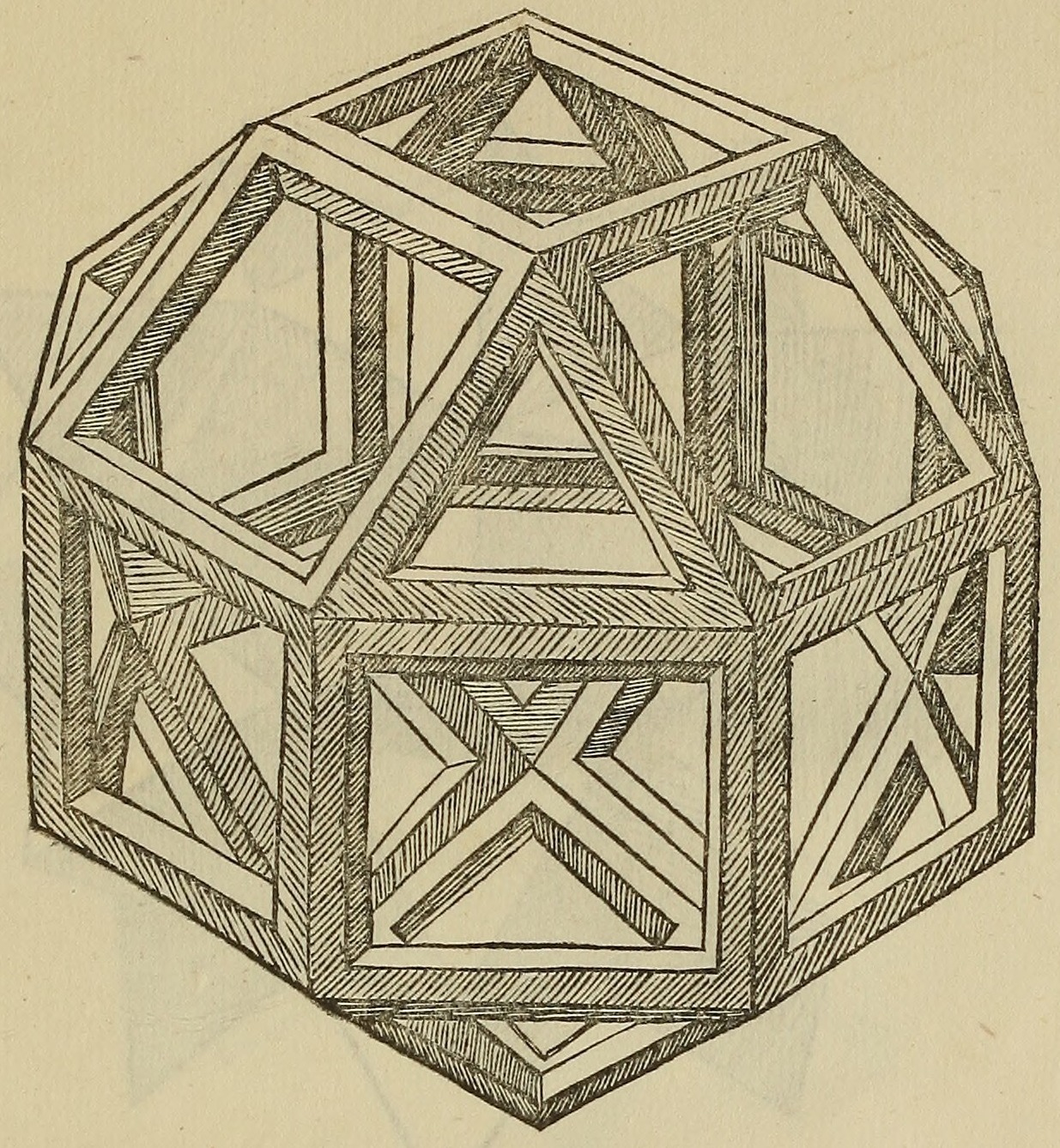
Boceto de Leonardo da Vinci publicado en De vivina proportione junto a Luca Pacioli.

También puede verse un rombicuboctaedro en un boceto de Leonardo da Vinci que forma parte de varios estudios matemáticos aprendidos en Milán a partir de 1496 bajo la tutela del propio Luca Pacioli. 
Fue con él con quien publicó entre 1508 y 1509 dichos bocetos en De divina proportione, un libro de matemáticas en el que Da Vinci aportó sus bocetos mientras que Luca Pacioli se dedicó a escribirlo.
.